# 棒花碘泡虫
棒花碘泡虫（学名：Myxobolus abbottinae）为碘泡科碘泡虫属的动物。在中国，分布于四川等，营寄生生活，寄生在乐山棒花鱼的胆囊。